# Києво-Печерський патерик

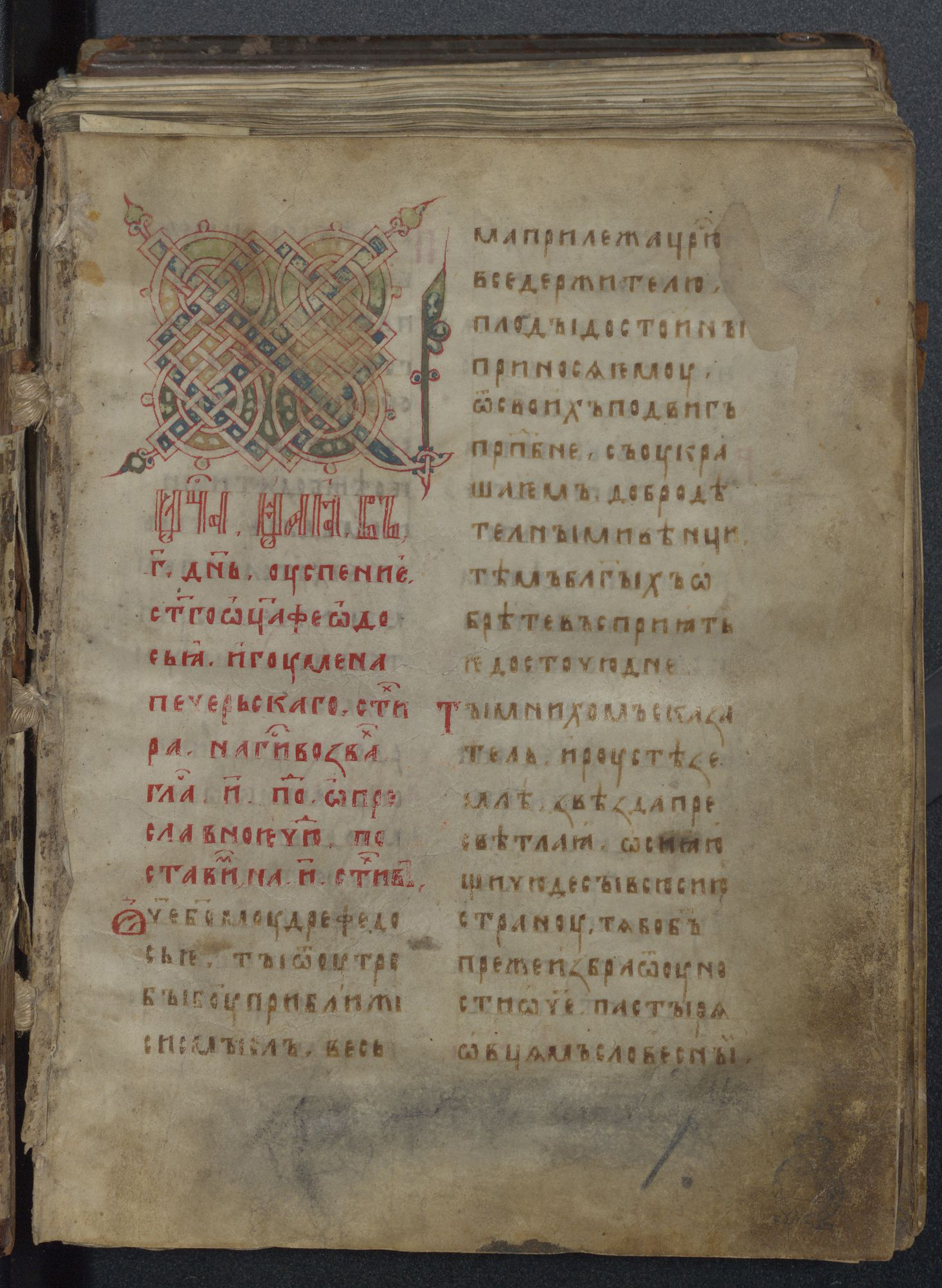
Перша сторінка рукопису 1406 року із зібрання Російської національної бібліотеки.

Києво-Печерський патерик — збірка оповідань про ченців Києво-Печерського монастиря, заснованого в середині XI ст.
Патерик складено в XIII столітті на основі листування єпископа Володимиро-Суздальського Симона (помер 1226) і ченця Печерського монастиря Полікарпа. У «Патерик» включено лист Симона, з якого відомо, що Полікарп певний час був ігуменом Косьмодем'янского монастиря в Києві. Він звернувся до єпископа Симона (також постриженика Києво-Печерського монастиря) за підтримкою, тому що хотів за допомогою київської княгині Верхуслави та її брата — великого князя — Юрія Всеволодовича також стати єпископом. Але Симон докорив Полікарпа за честолюбство і суєтність помислів і навів у приклад перших ченців Києво-Печерського монастиря, про діяння яких розповів у дев'ятьох докладених до послання «словах». Вважається, що вони були написані Симоном раніше і тільки додані до листа. Ні лист Полікарпа, ні його відповідь на лист Симона не відомі, але, мабуть, він взяв до уваги поради Володимирського єпископа. Незабаром Полікарп пише послання печерському архімандритові Акіндіну, в якому повідомляє про свою згоду записати усні розповіді Симона про перших печерських подвижників, про що його колись просив Акіндін. Таким чином, до записів Симона Полікарп приєднав свої власні записи монастирських переказів. Усього ним записано 11 оповідань про перших ченців.
Крім листування до Найдавнішої редакції «Патерика» XIII століття, за припущеннями Д. І. Абрамовича та О. О. Шахматова, увійшли «Слово про створення церкви Печерської», написане Симоном між 1222—1226 роками, і «Слово про перших чорноризців печерських» — 4 оповідання патерикового типу про перших ченців. Вони читалися ще в складі «Повісті временних літ».
Наприкінці XIV — початку XV ст. виникли дві нові редакції — Арсеніївська і Феодосіївська. Арсеніївська редакція виключила всю епістолярну частину і деякі «слова», зате додала «Житіє Феодосія Печерського» (див. Нестор), «Похвалу Теодосію», «Сказання про початок Печерського монастиря» з «Повісті временних літ». Феодосіївська редакція доповнила основний текст «словом» про охрещення княгині Ольги і князя Володимира, учительними «словами», житіями руських і візантійських святих.
У 1460—1462 роках крилошанин Печерського монастиря Касіян створює дві нові редакції «Патерика», основані безпосередньо на Найдавнішій. За другою Касіяновською редакцією Патерик був виданий Д. І. Абрамовичем. У XVII ст. в обстановці гострої боротьби з уніатством і католицизмом у Києво-Печерському монастирі створюються нові редакції: Друкована 1635 року Сильвестра Косова, Йосипа Тризни (1647—1656), 2-а Друкована редакція 1661 року та інші.
Усі редакції відрізняються принципами добору матеріалу і системою компонування творів (тематична, за авторськими циклами або хронологічна).

## Літературний стиль
Літературними зразками для Симона і Полікарпа служили перекладні патерики: Синайський, Скитський, Єгипетський. Але основними джерелами «Патерика» були монастирські перекази і печерський «літописець», на який посилається Полікарп. Оповідання, написані ним, відрізняються більшою жвавістю, безпосередністю в порівнянні з творами Симона. Володимирський єпископ більше орієнтувався на книжкові зразки, у Полікарпа сильніша фольклорна основа. Його тексти відрізняються чіткою сюжетною побудовою і цікавістю. Полікарп уважніший до людської особистості. Особливе місце в Полікарпа займають оповідання про викриття ченцями князівських неправд і про допомогу несправедливо скривдженим. Літописи підтверджують, що Києво-Печерський монастир нерідко перебував в опозиції до київського князя.

## Зміст
Початкова історія монастиря представлена в «Патерику» «Словом про створення церкви Печерської» Симона. Його джерелами були незбережене «Житіє Антонія», у меншому ступені «Житіє Теодосія» Нестора, «Літописець Ростовський», на який він безпосередньо посилається в посланні до Полікарпа. Історія побудови церкви з'являється в розповіді Симона як ланцюг чудес, створених Богородицею. Одна з головних діючих осіб розповіді — варяг Шимон, що ніби-то прийшов на Русь при Ярославі Мудрому. Привезені ним вінець і золотий пояс із розп'яттям, зробленого за наказом його батька Африкана, стають святинями монастирського Успенського собору, а пояс є ще і мірою довжини, що використовують при закладенні храму. Ці звістки не згадані ні в Повісті временних літ, ні в «Житії Теодосія», Симон посилається тут на «Житіє Антонія». Син Шимона, Георгій, був тисяцьким у Суздалі в Юрія Долгорукого. Перебільшення ролі варяга і привезених ним святинь зв'язано, мабуть, з родовими переказами Шимоновичів, із якими був знайомий Симон. Друга тема «Слова» — наступність між культом Влахернської Божої матері, пов'язаній з Печерським монастирем, і культом Владимирської Богоматері.
Із шаром найдавніших монастирських переказів пов'язане оповідання Полікарпа про Варязьку печеру. Очевидно, вона згадана в «Житії Антонія» як місце його початкового поселення. З цих переказів Полікарп, імовірно, почерпнув і легенду про заховані там скарби, через які були убиті близько 1095 року ченці Федір і Василь.

## Друковані видання
Києво-Печерський «Патерик» надрукований друкарнєю Києво-Печерської лаври у 1661 році доступний для перегляду онлайн [Архівовано 10 Квітня 2021 у Wayback Machine.] або скачування в pdf-форматі [Архівовано 10 Квітня 2021 у Wayback Machine.] на сайті Музею кнги та друкарства України.
На початку XVIII століття ілюстрації до «Патерика» створив відомий український гравер Леонтій Тарасевич.
Чудова літературна форма і цікавість оповідань «Патерика» зумовили його незмінну популярність у читачів аж до XVIII ст.; можливо, до «Патерика» відноситься захоплена оцінка О. С. Пушкіним «легенд про київських чудотворців» (лист П. А. Плетньову близько 14 квітня 1831), хоча поет називає «Четь-Мінею».

## Дивись також
Друкарня Києво-Печерської лаври

## Видання
- Києво-Печерський Патерик, друкарня Києво-Печерської лаври, 1661 р. [Архівовано 10 Квітня 2021 у Wayback Machine.]
- Патерик Киевского Печерского монастыря / Под ред. Д. И. Абрамовича. — СПб., 1911
- Абрамович Д. І. Києво-Печерський патерик. Вступ, текст, примітки. — Київ: з друк. Всеукраїнської АН, 1930. — XXVI, 234 с.. — (Пам'ятки мови та письменства давньої України / видає Комісія українського письменства доби феодалізму та торговельного капіталізму Всеукраїнської АН; за ред. Вол. Перетца; — Т. 4).
- Патерик Печерський, 2004—2009 (Останнє видання)
- Киево-Печерский патерик / Подг. текста, перевод и комм. Л. А. Дмитриева // ПЛДР: XII век. — М., 1980. — С. 313—626, 692—704
- То же // Повести Древней Руси XI—XII веков. — Л., 1983. — С. 427—523, 567—572
- Патерик Києво-Печерський / Перекл. та прим. І.Жиленко. — К., 2001. — 348 с. [Архівовано 24 Жовтня 2004 у Wayback Machine.]